# Oostenrijk op het Eurovisiesongfestival 1977
Oostenrijk nam deel aan het  Eurovisiesongfestival 1977, gehouden  in Londen, Verenigd Koninkrijk. Het was de 16de deelname van het land aan het festival.

## Selectieprocedure
De Oostenrijkse omroep koos ervoor om dit jaar opnieuw een interne selectie te organiseren om hun kandidaat aan te duiden voor het festival.
Uiteindelijk werd er gekozen voor Schmetterlinge met het lied Boom boom boomerang. De groep bestond uit Brigitte Schuster, die de stem voor haar rekening nam, Gunter Grosslecher bij de gitaar. En de liedjes werden vooral gecomponeerd door Heinz Unger.

## In Londen
Op het festival in Londen moest Oostenrijk aantreden als 4de net na Nederland en voor Noorwegen. Na het afsluiten van de stemmen bleek dat Schmetterlinge op een teleurstellende voorlaatste plaats was geëindigd met 11 punten.
Van Nederland en België werden geen punten gegeven aan het lied.

### Gekregen punten

#### Finale
| 12 punten | 10 punten | 8 punten      | 7 punten    | 6 punten  |
| --------- | --------- | ------------- | ----------- | --------- |
|           |           |               |             |           |
| 5 punten  | 4 punten  | 3 punten      | 2 punten    | 1 punt    |
| - Monaco  |           | - Griekenland | - Noorwegen | - Finland |

### Punten gegeven door Oostenrijk

#### Finale
Punten gegeven in de finale:
| 12 punten | Verenigd Koninkrijk |
| 10 punten | Zwitserland         |
| 8 punten  | Monaco              |
| 7 punten  | Frankrijk           |
| 6 punten  | Finland             |
| 5 punten  | Ierland             |
| 4 punten  | Griekenland         |
| 3 punten  | Israël              |
| 2 punten  | Duitsland           |
| 1 punt    | Spanje              |

1957 · 1958 · 1959 · 1960 · 1961 · 1962 · 1963 · 1964 · 1965 · 1966 · 1967 · 1968 · 1969-1970 · 1971 · 1972 · 1973-1975 · 1976 · 1977 · 1978 · 1979 · 1980 · 1981 · 1982 · 1983 · 1984 · 1985 · 1986 · 1987 · 1988 · 1989 · 1990 · 1991 · 1992 · 1993 · 1994 · 1995 · 1996 · 1997 · 1998 · 1999 · 2000 · 2001 · 2002 · 2003 · 2004 · 2005 · 2006 · 2007 · 2008-2010 · 2011 · 2012 · 2013 · 2014 · 2015 · 2016 · 2017 · 2018 · 2019 · 2020 · 2021 · 2022 · 2023 · 2024 · 2025